# Екселло (Міссурі)
Екселло (англ. Excello) — переписна місцевість (CDP) в США, в окрузі Мейкон штату Міссурі. Населення — 61 особа (2020).

## Географія
Екселло розташоване за координатами 39°37′53″ пн. ш. 92°28′20″ зх. д. / 39.63139° пн. ш. 92.47222° зх. д. (39.631407, -92.472206).  За даними Бюро перепису населення США в 2010 році переписна місцевість мала площу 0,89 км², з яких 0,88 км² — суходіл та 0,00 км² — водойми.

## Демографія
Згідно з переписом 2010 року, у переписній місцевості мешкало 49 осіб у 21 домогосподарстві у складі 11 родини. Густота населення становила 55 осіб/км².  Було 27 помешкань (30/км²).
Расовий склад населення:
| - 87,8 % — білих - 6,1 % — чорних або афроамериканців - 2,0 % — корінних американців - 2,0 % — осіб інших рас |

До двох чи більше рас належало 2,0 %. Частка іспаномовних становила 6,1 % від усіх жителів.
За віковим діапазоном населення розподілялося таким чином: 24,5 % — особи молодші 18 років, 57,1 % — особи у віці 18—64 років, 18,4 % — особи у віці 65 років та старші. Медіана віку мешканця становила 38,5 року. На 100 осіб жіночої статі у переписній місцевості припадало 104,2 чоловіків;  на 100 жінок у віці від 18 років та старших — 117,6 чоловіків також старших 18 років.
За межею бідності перебувало 83,3 % осіб, у тому числі 100,0 % дітей у віці до 18 років та 0,0 % осіб у віці 65 років та старших.
Цивільне працевлаштоване населення становило 20 осіб. 